# Jorge Eduardo Rojas Giraldo
Pour les articles homonymes, voir Rojas et Giraldo (homonymie).
Jorge Eduardo Rojas Giraldo, né en 1973 à Manizales, est un ingénieur civil et homme politique colombien. Il occupe le poste d'alcalde de Manizales entre 2012 et 2015, puis celui de ministre des Transports entre 2016 et 2017 sous la présidence de Juan Manuel Santos.